# Тінь твоєї посмішки
«Тінь твоєї посмішки», також відома як «Тема кохання з фільму „Кулик“», — популярна пісня. Музику написав Джонні Мандель, а слова — Пол Френсіс Вебстер. Пісня була представлена у фільмі 1965 року «Кулик» із соло на трубі Джека Шелдона, а пізніше стала другорядним хітом Тоні Беннета (Джонні Мандель також аранжував і диригував його версію). Вона отримала премію «Греммі» за пісню року та премію «Оскар» за найкращу оригінальну пісню. У 2004 році пісня посіла 77 місце в опитуванні AFI «100 років… 100 пісень», де було оголошено найкращі мелодії американського кіно.

## Версії
- Аструд Жілберту — Тінь твоєї посмішки (1965)[3][4]
- Джонні Мандель з Джеком Шелдоном — The Sandpiper (1965)[5]
- Вес Монтгомері — Bumpin' (1965)[6]
- Барбра Стрейзанд — My Name Is Barbra, Two… (1965)
- Джеррі Малліган — Feelin' Good (1965)
- Ширлі Бессі — I've Got a Song for You — Велика Британія, Ширлі Мінс Бессі — США — (1966)
- Вік Деймон — Stay with Me (1966)
- Боббі Дарін — Боббі Дарін співає Тінь твоєї посмішки[7] (1966)
- Хемптон Хоуз — I'm All Smiles (1966)[1]
- Герб Алперт та Tijuana Brass — What Now My Love (1966)
- Тоні Беннетт з Джиммі Роулзом — The Movie Song Album (1966)[8]
- Джонні Метіс — Тінь твоєї посмішки (1966)
- Енді Вільямс — Тінь твоєї посмішки (1966)
- Оскар Пітерсон — Блюзовий етюд (1966)[9]
- Сингл Boots Randolph — Monument, досяг 93-го місця в Billboard Hot 100 (1966)[4]
- Пабло Белтран Руїс — La Sombra de tu Sonrisa (1966)[5]
- Френк Сінатра та Каунт Бейсі — Sinatra at the Sands (1966)
- Елла Фіцджеральд — The Voice of Jazz (1966)
- Ненсі Сінатра — How Does That Grab You? (1966)
- Семмі Девіс-молодший — Семмі Девіс-молодший співає та Лауріндо Алмейда грає (1966)
- Білл Еванс — Подальші розмови з самим собою (1967)[1]
- Джеррі Вейл — Нездійсненна мрія (1967)
- Джек Макдафф — Тютюнова дорога (1967)
- Джонні Сміт — Джонні Сміт (1967)
- Клер Фішер — Пісні для любителів дощового дня[6] (1967)
- Генрі Манчіні — Манчіні '67 (1967)
- Олівер Нельсон — Звукові п'єси (1967)
- Арчі Шепп — Один для Трейна, концерт у Донауешингені (1967)
- The Delfonics — La La Means I Love You (1968)
- Енгельберт Гампердінк — Людина без кохання (1968)[7]
- Енн Бертон — Балади та Бертон (1969)
- Стіві Вандер — My Cherie Amour (1969)
- Перрі Комо — The Shadow of Your Smile (1972)
- Баден Пауелл (гітарист) — Solitude on Guitar (1973)
- Collage (Brian Bennett / Dave Richmond / Alan Hawkshaw) — Misty (Studio 2 Stereo) (1973)[1]
- Earl Klugh — Earl Klugh (альбом) Live Version (1976)
- D Train — Music (1983)[8] [кругове посилання]
- Pieces of a Dream — Imagine This (1983)[9]
- Rita Reys — Memories of You (1983)
- Удо Лінденберг — Germans / The Shadow of Your Smile (1984)
- Amsterdam Loeki Stardust Quartet — Extra Time (1991)
- Salena Jones — In Hollywood — Making Love (1994)
- Benny Carter — New York Nights (1995)[1]
- Марвін Ґей — Vulnerable (1997)
- Генк Джонс з Елвіном Джонсом — Someday My Prince Will Come (2002)[1]
- Тоні Беннетт з Хуанесом — Duets: An American Classic (2006)
- Джек Шелдон — Listen Up (2006)[1]
- Енді Вільямс з Крісом Ботті — I Don't Remember Ever Growing Up (2007)
- Дейв Коз — At the Movies (2007)
- Такуя Курода — Edge (2011)
- Білл Фріселл — When You Wish Upon a Star (2016)

## Виноски
1. ↑  Roberts, David (2006). British Hit Singles & Albums (вид. 19th). London: Guinness World Records Limited. с. 135. ISBN 978-1-904994-10-7.
2. ↑  AFI's 100 Years...100 Songs. American Film Institute. Процитовано 27 жовтня 2023.
3. ↑  Gioia, Ted (2012). The Jazz Standards: A Guide to the Repertoire. New York City: Oxford University Press. с. 364. ISBN 978-0-19-993739-4.
4. ↑  Bush, John. The Shadow of Your Smile - Astrud Gilberto. AllMusic. Процитовано 27 жовтня 2018.
5. ↑  Gioia, Ted (2012). The Jazz Standards: A Guide to the Repertoire. New York City: Oxford University Press. с. 364. ISBN 978-0-19-993739-4.
6. ↑  Gioia, Ted (2012). The Jazz Standards: A Guide to the Repertoire. New York City: Oxford University Press. с. 364. ISBN 978-0-19-993739-4.
7. ↑  Griffith, JT. Bobby Darin Sings The Shadow of Your Smile. AllMusic. Процитовано 27 жовтня 2018.
8. ↑  Gioia, Ted (2012). The Jazz Standards: A Guide to the Repertoire. New York City: Oxford University Press. с. 364. ISBN 978-0-19-993739-4.
9. ↑  Gioia, Ted (2012). The Jazz Standards: A Guide to the Repertoire. New York City: Oxford University Press. с. 364. ISBN 978-0-19-993739-4.